# 국내법
국내법(國內法)은 효력이 1개의 나라에만 끼치는 법률이다. 대부분의 법률들이 국내법에 해당하며 해당 국가에서 제정하고 집행한다. 법률의 집행범위 역시 해당 국가에 한정되나 그 나라에 있는 외국인에게 적용되기도 한다. 육법에 해당하는 헌법, 형법, 형사소송법, 민법, 민사소송법, 상법이 이 법률에 포함된다.

## 분류
- 공법
  - 헌법
  - 형법
  - 소송법
  - 행정법
- 사법
  - 민법
  - 상법
- 사회법
  - 노동법
  - 경제법
  - 사회보장법